# Anhalt
L'Anhalt fu uno storico margraviato (dopo il 1806, un ducato) della Germania centrale, situata tra le montagne di Harz e il fiume Elba; successivamente è diventata parte del Land di Sassonia-Anhalt.

## Nome
Questa regione tedesca prende nome dal castello omonimo (un fatto tipico per diverse regioni germaniche come il Tirolo), costruito nel medioevo su un punto di sosta su una strada diretta a nord prima di inoltrarsi nella foresta; infatti il termine deriva dall'antico tedesco anholt, che significa “nella (an) foresta (holt)”.

## Storia

### Duchi di Anhalt
Durante il IX secolo l'area fu parte del ducato di Sassonia, e nel XII secolo passò sotto la reggenza di Esico (m. 1059 o 1060). Suo figlio fu Adalberto II (m. 1080), e suo nipote Ottone il Ricco assunsero per primi il titolo di conte di Anhalt. Ottone, conosciuto anche col titolo di conte di Ballenstedt, fu il padre di Alberto l'Orso, conte di Anhalt, che conquistò il vicino territorio del Brandeburgo. Quando Alberto morì nel 1170, suo figlio Bernardo I, che aveva ricevuto il titolo di duca di Sassonia nel 1180, divenne anche margravio di Anhalt. Bernardo I morì nel 1212, e Anhalt e la Sassonia, passarono al figlio Enrico I che, nel 1218 ottenne il titolo di principe e si proclamò fondatore della linea di Anhalt. Enrico I è citato dal Codex Manesse.
La linea primogenita si costituì invece con Ottone I del Brandeburgo (-1184), cui successero Giovanni Otto e Corrado, dopo il quale si generarono le branche dei margravi del Brandeburgo, estinta nel 1319, e quella dei margravi di Salzwedel (1266) e la linea di Sassonia-Lauenburg estintasi nel 1689.

### Principi e margravi di Anhalt

Stemma del principato di Anhalt dal XIII secolo

Alla morte di Enrico nel 1252, i suoi tre figli divisero il margraviato e fondarono rispettivamente le linee di Anhalt-Aschersleben, Anhalt-Bernburg e Anhalt-Zerbst. La famiglia regnante ad Aschersleben si estinse nel 1315, e questo distretto venne successivamente incorporato nel Principato vescovile di Halberstadt, dividendo il territorio di Anhalt-Bernburg in due sezioni separate. L'ultimo principe della linea originale degli Anhalt-Bernburg morì nel 1468 e i suoi domini vennero ereditati dai principi dell'unica linea rimasta, quella degli Anhalt-Zerbst. Il territorio di questa famiglia venne diviso nel 1396 e, dopo l'acquisizione di Bernburg, il principe Giorgio I fece un'ulteriore divisione di Zerbst (Zerbst e Dessau). Più tardi, nel XVI secolo, comunque, a causa dell'abdicazione o della morte di alcuni principi, la famiglia rimase con le sole linee di Anhalt-Köthen e Anhalt-Dessau (derivate entrambe dall'Anhalt-Dessau nel 1471).
Wolfgang di Anhalt-Köthen, detto "Il Confessore", che divenne principe margravio di Anhalt-Köthen nel 1508, fu il secondo governante al mondo ad introdurre nei suoi domini la Riforma. Divenne un accanito oppositore della confessione d'Asburgo nel 1530, e dopo la battaglia di Mühlberg nel 1547, venne bandito dall'impero e privato dei suoi domini dall'imperatore Carlo V. Dopo la pace di Passau nel 1552 riottenne i suoi principati ma, essendo morto senza eredi, nel 1562 il langraviato passò agli Anhalt-Dessau. Ernesto I di Anhalt-Dessau (m. 1516) lasciò tre figli, Giovanni II, Giorgio III, e Gioacchino, che governarono i territori paterni in coreggenza per molti anni, favorendo la dottrina luterana che divenne così la religione dominante nell'Anhalt. Nel 1546 circa i tre fratelli divisero il territorio in tre distinti principati: Anhalt-Zerbst, Anhalt-Plötzkau e Anhalt-Dessau. Questa divisione, comunque, fu solo temporanea, come l'acquisizione dell'Anhalt-Köthen, e una serie di morti tra i principi reggenti, e consentì a Gioachino Ernesto, figlio di Giovanni II, di unire l'intero Anhalt sotto il suo governo nel 1570.
Gioacchino Ernesto morì nel 1586, e i suoi figli governarono le sue terre in coreggenza sino al 1603 quando, secondo le leggi di primogenitura, l'Anhalt venne nuovamente diviso, e le linee di Dessau, Bernburg, Plötzkau, Zerbst e Köthen vennero rifondate. Il principato acquisì importanza durante la Guerra dei trent'anni, quando Cristiano I di Anhalt-Bernburg vi prese parte. Nel 1635 venne fatto un concordato tra i vari principi di Anhalt, che diedero una certa autorità al capo famiglia, che aveva il diritto con questo accordo di rappresentare il principato intero nelle diete imperiali e nei rapporti diretti con il Sacro Romano Impero.
Nel 1665 la linea degli Anhalt-Köthen si estinse, e secondo gli accordi di famiglia, il principato venne ereditato da Lebrecht di Anhalt-Plötzkau, che cedette Plötzkau ai Bernburg, ed ottenne il tuitolo di principe di Anhalt-Köthen. Nello stesso anno si decise che qualora un ramo della famiglia fosse stato dichiarato estinto, i domini di questo ramo dovessero essere equalmente distribuiti tra gli altri rami dell'Anhalt. Questa decisione venne difatti applicata alla morte di Federico Augusto di Anhalt-Zerbst nel 1793, e Zerbst venne diviso tra i tre principi rimanenti nell'area di Anhalt. Sebbene alcuni principi avessero favorito il Calvinismo, la casata rimase in generale fedele alla dottrina di Martin Lutero. La crescita della Prussia fornì all'Anhalt un temibile vicino, e il diritto di primogenitura evitò quindi che lo Stato si potesse dividere ulteriormente, anche a favore della Prussia stessa.

### Ducato di Anhalt
Nel 1806 Napoleone I elevò gli stati rimanenti di Anhalt-Bernburg, Anhalt-Dessau e Anhalt-Köthen a ducati (Anhalt-Plötzkau e Anhalt-Zerbst, nel frattempo, avevano cessato di esistere). Questi ducati vennero uniti nel 1863 all'estinzione delle linee dei ducati di Köthen e Bernburg. Il nuovo ducato era costituito di due distinte porzioni: l'Anhalt orientale e l'Anhalt occidentale, separati dalla provincia prussiana della Sassonia, oltre a cinque enclavi circondati da territori prussiani: Alsleben, Mühlingen, Dornburg, Goednitz e Tilkerode-Abberode. La porzione più ampia era quella ad est: il distretto di Potsdam (nella provincia prussiana del Brandeburgo), il Magdeburgo e il Merseburgo (divenute province prussiane dell'area della Sassonia). La porzione più piccola del ducato (il cosiddetto "Ducato superiore" o Ballenstedt) venne inoltre racchiuso successivamente nel distretto del ducato di Brunswick-Lüneburg.
La capitale di Anhalt (quando lo Stato venne unito) fu Dessau.
Nel 1918, allo scoppio della rivoluzione della Repubblica di Weimar, il ducato divenne un libero Stato popolare.

## Linea di Anhalt Dessau
Dopo la prima linea antica (1396-1561), si ricostituisce la nuova con il ramo primogenito generato da Johann Georg (1603-1618), conte di Askanien, con i feudi di Dessau, Alsleben, Mühlingen, Mosigkau, Gröbzig, Rosslau e Dornburg. Nuovamente diviso nel 1632, lo Stato principesco venne nuovamente riunito dal margravio Johann Casimir (-1660), cui successero Johann Georg II (-1693) e Leopold I der Alte Dessauer (-1747), famoso generale. Il suo primogenito, Wilhelm Gustav, venne escluso dalla successione a seguito di un matrimonio morganatico ed il principato passa allora al secondogenito Leopold II Maximilian (-1751), feldmaresciallo prussiano.
Il 18 aprile 1807, Leopold III Friedrich Franz (-1817), che sposa Luise Henrichette di Brandeburg-Schwedt (1767), acquista la dignità ducale. Verso la fine del secolo crea per un proprio figlio illegittimo la contea di Waldersee presso Dessau.
Lo Stato amministrativamente è ripartito in 15 baliaggi. I moti rivoluzionari del 1848 sono sedati dalle truppe prussiane e nel 1859 il duca Leopold IV Friedrich I (-1871), che sposa Christiane di Assia Homburg, approva una nuova Costituzione (17 settembre 1859).
Il 2 maggio 1853 si ha l'annessione dell'ex ducato di Anhalt Köthen e il sovrano diviene duca di Anhalt Dessau e Köthen, duca di Sassonia, Angaria e Westfalia, conte di Ascania e signore di Bernburg, Zerbst e Gröbzig.
Il ducato assume così un governo costituzionale, modificato successivamente con vari decreti. Il duca ha il titolo di "altezza" e detiene il potere esecutivo, la dieta (Landtag), è composta da 36 membri di cui due di approvazione ducale, otto sono rappresentanti dei proprietari terrieri che pagano le tasse più alte, due rappresentanti delle classi commerciali ed industriali, 14 deputati delle città e 10 deputati dei distretti rurali. Tali rappresentanti hanno un mandato di sei anni con elezione indiretta della popolazione avente oltre 25 anni di età. La corte di appello è a Naumburg nella Sassonia prussiana.
Nel 1863 Leopold IV arriva ad unificare tutti i possessi della famiglia, dopo l'estinzione dell'ultimo ramo di Bernburg, creando così uno Stato polimerico, costituito da due parti principali, oltre cinque frammenti sparsi come exclaves nella Sassonia prussiana, ad esclusione dell'antica contea di Ascherlsleben, perduta nel 1315, ed acquistando il titolo di duca d'Anhalt. Leopold crea un unico Landtag per il ducato e nel 1866 combatte a fianco della Prussia contro l'Austria, salvando così la propria indipendenza.
A seguito di convenzione con lo Stato prussiano il duca deve inviare dal 1867, un contingente di proprie truppe nell'esercito prussiano.
A causa di vari contrasti sul possesso delle proprietà ducali tra il duca e il Landtag, gli ultimi anni del regno di Leopold sono caratterizzati da un periodo di turbolenze fino al 1872. Nel 1871 lo Stato entra a far parte dell'impero germanico.
A lui succedono Friedrich I (-1904), Friedrich II (-1918), Eduard (aprile-3 settembre 1918) e Joachim Ernst (settembre-novembre 1918), sotto la reggenza dello zio Aribert, fino alla sua definitiva abdicazione.

## Linea di Anhalt Bernburg
Dopo la linea anziana, esistente dal 1252 al 1468 e riassorbita da quella di Zerbst, la nuova linea ha come capostipite il secondogenito del margravio d'Anhalt, Christian I
(-1630), conte di Askanien e signore di Bernburg, Nienburg, Stassfurt, Belleben, Gross Alsleben che acquista un ruolo importante nella Guerra dei Trent'anni e con una certa autorità riesce anche a governare sulle altre linee familiari, mantenendo così l'unità del casato e dei possessi dei vari rami.
Nel 1698 si genera il ramo cadetto sovrano di Anhalt Berburg Schaumburg e Hoym.
Indebolito dalle divisioni ereditarie, tuttavia il margraviato si amplia di alcuni distretti (Gernrode). Suoi sovrani sono Christian II (1630-56), Viktor Amadeus (1638-1718), Karl Friedrich (-1721), Viktor Friedrich (-1765), Friedrich Albrecht (-1796) che trasferisce la residenza dei sovrani a Ballenstedt.
Con Alexius Friedrich Christian (-1834), è riconosciuta la dignità di duca dell'impero (8 aprile 1806) con voto collettivo alla Dieta comune con le altre linee familiari.
Con l'estinzione della linea cadetta di Schaumburg, Alexius ne riunisce i possessi.
Nel 1807 il ducato entra nella Confederazione del Reno, acquistando piena sovranità internazionale.
Succede il figlio Alexandr Karl (-1863), ma il suo debole governo ed i moti del 1849, fanno sì che lo Stato sia occupato dalle truppe prussiane. Privo di discendenza, regna con la moglie Friederike Caroline di Holstein Sonderburg Glücksburg, in virtù dell'ordinanza dell'8 ottobre 1855. Con la nuova costituzione del 1859 il suo governo è influenzato dal duca Leopold di Dessau che, alla sua morte, assorbe il ducato (19 agosto 1863).

## Linea di Anhalt Bernburg Schaumburg Hoym
Il ramo cadetto margraviale si costituisce nel 1707 con il principe Lebrecht (1707-27), conte sovrano di Holzapfel, signore di Esterau e Schaumburg an der Lahn, cui succedono Viktor I Amadeus Adolf (-1772), principe margravio di Anhalt Zeitz Hoym (1718) che unisce il suo Stato alla contea di Holzapfel (1727), Karl Ludwig (-1806), comandante del baliaggio teutonico di Utrecht, e Viktor II Karl (-1812).
Conti immediati di Westfalia per la contea di Holzapfel e la signoria di Esterau (1643) e Schaumburg an der Lahn, sono sovrani fino al 1806, quando cedono le contee e le signorie mediatizzate ai duchi di Nassau.
La linea si estingue col figlio Friedrich (-1812), e i suoi beni ritornano al ramo di Bernburg (24.12.1812).

## Linea di Anhalt Bernburg Harzgerode
Ramo cadetto costituitosi il 17.04.1630, con il principe Friedrich (1630-1670), ma con il figlio Wilhelm (1670-1709), privo di eredi, il principato è reincorporato dalla linea di Bernburg (14.12.1709).

## Linea di Anhalt Köthen
Si costituisce con il terzogenito Lebrecht Ludwig (1603-69) di Plözkau, conte di Askanien, il quale nel 1665 eredita una parte del principato della linea estinta di Köthen. Lebrecht cede allora parte dei due margraviati di Plötzkau e di Köthen e ne costituisce uno, ex novo, acquistando il titolo di margravio di Anhalt Köthen. (23.04.1665).
A lui succedono i principi margravi Emanuel (-1670), Emanuel Lebrecht (-1704), Leopold (-1728), August I Ludwig (-1755), Karl (-1762), Karl Georg (-1789), ed August II Christian Friedrich (-1812) che sposa Caroline di Nassau Usingen (1792).
Il 1 giugno 1807 diviene ducato, e con gli ultimi duchi, Ludwig II August (-1818), il cattolico Ferdinand (-1830) che nel 1820, con la riforma costituzionale, cede la gestione delle finanze agli Stati del ducato ed Heinrich (-1847), si estingue il casato ed il ducato, composto da sette baliaggi, è ereditato ed assorbito dalla linea di Dessau che assume la denominazione di Dessau-Köthen (2.05.1853).

## Linea di Anhalt Köthen Pless
Il principato è creato nel 1765 per il cadetto Friedrich Hermann (1765-97), cui succedono Friedrich Ferdinand (-1818), che subisce la mediatizzazione dei suoi possessi, e la linea mediatizzata continua con Heinrich (-1830), e Ludwig (-1841) alla cui morte i beni ritornano alla linea di Köthen (5.11.1841).

## Linea di Anhalt Zerbst
La linea più antica è del 1252 che regna fino al 1396, quando, estintasi, ha come eredi le linee di Dessau e di Köthen.
La linea mediana è creata nel 1544, distaccandosi da Dessau con Johann V (1544-51) cui succedono Karl (-1561), Joachim II (1551-86), Bernhard VII (1551-70), Johann Georg (1586-1603), August (1586-03) e Ludwig (1586-03).
Una nuova linea è costituita da Rudolf, il quartogenito (1586-21), conte di Askanien (1603). Suo successore è Johann VI (1621-1667), dapprima sotto la reggenza di August d'Anhalt Plötzkau (1621-42), alla cui morte si distaccano le linee di Anhalt Mühlingen e di Anhalt Dornburg, Karl Wilhelm (-1718), elevato a principe (14 luglio 1667) insieme al fratello correggente Johann Ludwig (1667-04), con la reggenza dal 1667 al 1674 della madre Sophie Augusta von Holstein Gottorp.
Nel 1663 Johann VI riceve da Anton Günther conte di Oldenburg e Delmenhorst (-1667), privo di eredi diretti, la signoria immediata di Jever in Frisia, feudo escluso dai circoli imperiali e facente parte dei cantoni nobiliari.
La signoria di Jever è l'unica sopravvissuta alle annessioni del XVI secolo dei Cirksena in Frisia (1575) ed è ripartita in tre distretti (Wangerland a nord con Oldorp e l'isola di Wangeroge, Ostringen con Wippens e la campagna fertile di Jevern e Rüstringen con Sande).
Successore di Karl Wilhelm è Johann August (-1742).
Estintasi la linea diretta di Zerbst, gli succedono i cadetti, margravi di Dornburg, Johann Ludwig II (-1746) e Christian August (1742-1747), che sposa Johanna Elisabeth di Holstein Gottorp (-1760), reggente per il figlio dal 1747 al 1752.
Col figlio Friedrich August (1747-3.03.1793), ufficiale prussiano che invia un contingente di truppe mercenarie a combattere per gli Inglesi nel nord America (1776), si estingue la linea, mentre la figlia, Sophie Frederika Augusta Charlotte Dorothea (1729-96), si unisce in matrimonio (1745) con il granduca, poi zar Pietro III, duca di Holstein Gottorp, per divenire alla sua morte (1762) la zarina Caterina II.
In virtù di una convenzione tra i vari rami della famiglia per la successione negli stati, si decide di ripartire i possessi della linea estinta in parti uguali tra le linee superstiti.
Tale accordo è attuato alla morte di Friedrich August (1793), ripartendo le sue terre tra i tre rimanenti principi di Anhalt, anche al fine di adottare una politica unitaria atta a prevenire un ulteriore frazionamento degli stati ed un ulteriore indebolimento di fronte alla potente crescita della vicina Prussia.
La signoria sovrana di Jever rimane in usufrutto alla principessa vedova di Friedrich August, Friederika Augusta Sophia (1793-07), sotto la sovranità della figlia Caterina II di Russia che ricevuta in eredità la signoria, nel 1796 la cede all'Oldenburgo.

## Linea di Anhalt Dornburg
Il principato margraviale si costituisce nel 1667 con la divisione dalla linea anziana di Zerbst a seguito della morte di Johann VI, creando il margraviato autonomo per il figlio cadetto Johann Ludwig I (1667-04), fino all'assorbimento nel 1742 di Zerbst, dopo il decesso dell'ultimo margravio di quella linea (1742), da parte dei principi Johann Ludwig II (1704-46) e Christian August (1704-47).

## Linea di Anhalt Mühlingen
Linea del 1667 ha come unico margravio il principe Anton Günther (1667-14) alla cui morte, avendo solo una figlia, il principato torna alla linea anziana di Zerbst.

## Reggenti di Anhalt (sino al 1252)
- Esico ?-1059/1060, primo Conte di Anhalt
- Ottone il Ricco, Conte di Ballenstedt
- Alberto l'Orso ?-1170
- Bernardo I ?-1212
- Enrico 1212-1252 Principe dal 1218

Il principato venne diviso in Anhalt-Aschersleben, Anhalt-Bernburg e Anhalt-Zerbst nel 1252

## Duchi di Anhalt (1863 - 1918)
- Leopoldo I, 1863-1871
- Federico I, 1871-1904
- Federico II, 1904-1918
- Edoardo, 1918
- Gioacchino Ernesto, 1918

## Capi della Casa di Anhalt non regnanti dal 1918
- Duca Gioacchino Ernesto 1918-1947
- Principe Federico 1947-1963
- Principe Edoardo 1963-

## Linee sovrane di Anhalt
- Dessau (1396-1561; 1603-1918)
- Bernburg (1252-1468; 1603-1863)
- Bernburg Schaumburg e Hoym (1707-1812)
- Bernburg Harzgerode (1630-1709)
- Köthen (1603-1847)
- Köthen Pless (1765-1841)
- Zerbst (1252-1396; 1544-1603; 1603-1742)
- Zerbst Dornburg (1667-1793)
- Zerbst Mühlingen (1667-1714) con Anton Günther 1667-1714.

## Margravi di Anhalt Bernburg Schaumburg e Hoym, conti di Holzapfel
- Lebrecht 1707-1727
- Viktor I Amadeus Adolf 1727-1772
- Karl Ludwig 1772-1806
- Viktor II Karl 1806-1812
- Friedrich 1812.

## Margravi di Köthen Pless
- Friedrich Erdmann 1765-97
- Friedrich Ferdinand 1797-1818
- Heinrich 1818-1830
- Ludwig 1830-1841.

## Margravi di Anhalt Bernburg Harzgerode
- Friedrich 1630-1670
- Wilhelm 1670-1709.

## Margravi di Anhalt Zerbst
- Rudolf 1603-1621
- Johann 1621-1667
- Karl Wilhelm 1667-1717
- Johann Ludwig 1667-1704
- Johann August 1717-1742.

## Margravi di Anhalt Zerbst Dornburg
- Johann Ludwig I 1667-1704
- Christian August 1704-1747
- Johann Ludwig II 1704-1746
- Friedrich August 1747-1793.